# Dubuque (Iowa)
Dubuque város az USA Iowa államában. Lakosainak száma 59 667 fő (2020. április 1.).

## Népesség
A település népességének változása:
| Lakosok száma | 36 000 | 36 500 | 57 637 | 59 667 |
|               | 1893   | 1907   | 2010   | 2020   |